# Ricardo de Aquino Salles
Ricardo de Aquino Salles (São Paulo, 8 de junio de 1975) es un abogado y administrador brasileño. En 2013, fue nombrado secretario privado del gobernador Geraldo Alckmin. Fundó en 2006 el «Movimento Endireita Brasil» (Movimiento Enderecha Brasil), entidad social del Instituto Millenium. Fue nombrado Ministro de Medio Ambiente el 1 de enero de 2019 y destituido el 23 de junio de 2021 por involucrarse en una trampa de exportación ilegal de madera de Brasil al exterior.

## Historia
Ricardo Salles viene de una tradicional familia de abogados de São Paulo, nacido y residente en el barrio de  Morumbi. Es licenciado en Administración de Empresas por la Universidad Mackenzie e hizo estudios de postgrado en la Fundación Getulio Vargas.
Fue candidato a diputado en 2010 por el DEM (no electo) y candidato a concejal de la ciudad de São Paulo en 2012, por el PSDB (renunció antes de la elección).

### «Movimento Endireita Brasil»
En 2006, junto con cuatro amigos, Ricardo Salles fundó el «Movimento Endireita Brasil» (Movimiento Enderecha Brasil). Según información en su propia página web, los miembros del Endireita Brasil, «han realizado un curso de liderazgo en el Leadership Institute en los EE.UU.», el cual exhibe en su página principal el lema «formando activistas, estudiantes y líderes conservadores desde 1979».
En su declaración de principios, el Movimiento ha dicho que deseaba «enderechar Brasil, anclado en el pensamiento de la Nueva Derecha liberal, y su compromiso con la lucha para reducir el Estado y el final de todos los mecanismos que limitan o violan la libertad de los ciudadanos». El verbo «enderechar» (enderezar) debe entenderse con un grano de sal, ya que Ricardo Salles, como afirmó en su campaña para representante del estado de São Paulo en 2010, sería «el único candidato abiertamente de derecha del país».
La principal iniciativa de Endireita Brasil fue la creación del Día de la Libertad de Impuestos, que se produjo cada 25 de mayo, «el primer día del año en que los brasileños comienzan a no pagar impuestos en proporción a la presión fiscal vigente». En esta fecha, Salles y sus amigos repartían los impuestos para los que abastecían el coche en una gasolinera en Sao Paulo. En 2010, el monto amortizado por el grupo llegaría a R$ 10.000.
«Oposicionista acerbo del PT» y de Lula, el Endireita Brasil declaró no ser «simplemente anti-Lula, estamos en contra casi todos los políticos brasileños». También negó que fuera un movimiento vinculado al PSDB: «no somos tucanes», es lo que se lee en un mensaje del 13 de agosto de 2007.
Sin embargo, eso no ha impedido que Ricardo Salles intentase ingresar por dos veces en la vida política. En 2010, presentándose como representante de una «nueva derecha, sobre todo democrática», se posicionó «en contra del aborto, a favor de la pena de muerte y contra el uso de drogas». Para justificar su posicionamiento ideológico, invocó una encuesta de Datafolha, según la cual «el 47% de los jóvenes de 18 a 25 dijeron ser de derecha». Para estos jóvenes, él se presentaba como una opción adecuada.
El Movimiento Enderecha Brasil parece haber vaciado a mediados de 2011, cuando se canceló su sitio web. Sin embargo, hasta principios de 2013, aún estaba incluido entre los «mantenedores y socios» del Instituto Millenium.

### Impugnación de Dias Toffoli
En agosto de 2012, junto con el abogado Guilherme Campos Abdalla, presentó en el Senado del Brasil una solicitud de juicio político en contra del Ministro José Antonio Dias Toffoli del Supremo Tribunal Federal de Brasil, por responsabilidad penal. Dias Toffoli fue acusado por los abogados de actuar con parcialidad (a favor de los acusados) en el juicio de la Causa Penal 470 (referida como Mensalão). La queja fue archivada.

### Secretario del gobernador
La elección de Ricardo Salles para secretario privado del gobernador Geraldo Alckmin en marzo de 2013, generó un enorme revuelo, incluso dentro de su partido (PSDB). De acuerdo con el informe de un «histórico pessedebista» para el «Diário do Centro do Mundo», «Salles defiende el régimen militar, está en contra del matrimonio entre personas del mismo sexo, en contra del aborto, aborrece el Estado y se define el único derechista asumido en Brasil, sea eso lo que sea». El gobernador se hubiera procurado por «secretarios de estado y miembros del PSDB», preocupados por el daño que el nombramiento del controvertido abogado podría causar a la imagen del partido. El presidente del PSDB en São Paulo, diputado Pedro Tobias, no ocultó su descontento: «hay una molestia generalizada en el partido», dijo.
Al referirse a la denegación por Ricardo Salles del reconocimiento de asesinatos políticos cometidos por la dictadura militar (él denomina la Comisión Nacional de la Verdad de Comisión de la Venganza), la revista CartaCapital lo definió en 2013, como «el perfecto idiota paulistano».